# 宮城天
宮城天（日语：宮城 天；2001年6月2日—），日本足球運動員，司職前鋒，現時被日職球隊川崎前鋒外借至日乙球隊長崎成功丸。

## 俱樂部生涯
父亲是缅甸人，出生于2001年的宫城天，和久保建英同期，他们在川崎前锋U10的青训队里还做过队友。
在本赛季的亚冠小组赛中，他首发出场，帮助球队4-0击败北京国安。宫城天在比赛中贡献了一传一射的出色表现，而川崎的第4个进球，也是他制造的一个定位球机会。对阵国安是他的亚冠首秀，也就是这场比赛的出色表现，让川崎前锋主帅鬼木达选择信任他。在击败国安6天之后，他就完成了日职联赛首秀，帮助川崎2-0击败清水心跳。

## 外部連結
- 川崎フロンターレによる公式プロフィール
- 日本職業足球聯賽中的宮城天 （日語）
- 宮城天的X（前Twitter）
- 宮城天的Instagram帳戶